# Schwörzkirch
Schwörzkirch ist ein Ortsteil der Gemeinde Allmendingen im Alb-Donau-Kreis in Baden-Württemberg. Im Zuge der Gemeindegebietsreform in Baden-Württemberg wurde am 1. Januar 1974 die Gemeinde Niederhofen mit dem Ortsteil Schwörzkirch zu Allmendingen eingemeindet.
Das Dorf liegt circa drei Kilometer östlich von Allmendingen und ist über die Kreisstraße K 7357 zu erreichen.

## Geschichte
Der Ort war wohl Teil der Swerzenhuntare. Schwörzkirch wird 1275 erstmals überliefert. Ursprünglich gehörte der Ort wohl zur Herrschaft der Grafen von Berg, später hatten die Grafen von Landau auch Rechte im Ort. Die Rechte kamen 1343 von den Berg und 1384 von den Landau an Österreich, wo der Ort der Herrschaft Ehingen unterstand.
Nach 1805 war Schwörzkirch dem Oberamt Ehingen unterstellt.

## Sehenswürdigkeiten
- Katholische Pfarrkirche St. Stephan, erbaut 1822